# Estação Côte-Vertu
A Estação Côte-Vertu é uma das estações do Metrô de Montreal, situada em Montreal, ao lado da Estação Du Collège. É uma das estações terminais da Linha Laranja.
Foi inaugurada em 03 de novembro de 1986. Localiza-se no cruzamento do Boulevard Côte-Vertu com a Rua Édouard-Laurin. Atende o distrito de Saint-Laurent.